# 小行星5874
小行星5874（英語：5874）是一颗围绕太阳公转的小行星。1989年12月2日，川里信弘在上野原市发现了此天体。
这颗小行星的绝对星等为296.6175820123626等。